# Crystallography Open Database
Crystallography Open Database (COD) – baza danych struktur krystalicznych, otwarta i w trybie pełnego dostępu. Zawiera dane strukturalne krystalicznych związków organicznych, nieorganicznych, metaloorganicznych i minerałów, z wyłączeniem biopolimerów. Dostępna także dla zarejestrowanych użytkowników, którzy mogą publikować swoje we niej zbadane strukturyh. Baza zawiera dane CIF wg standardu Międzynarodowej Unii Krystalografii (IUCr).
W maju 2025 w bazie danych znajdowało się ponad 524 tysięcy wpisów.